# 頸城站
頸城站（日语：／ Kubiki eki */?）是位於日本新潟縣上越市頸城區，屬於北越急行北北線的車站。

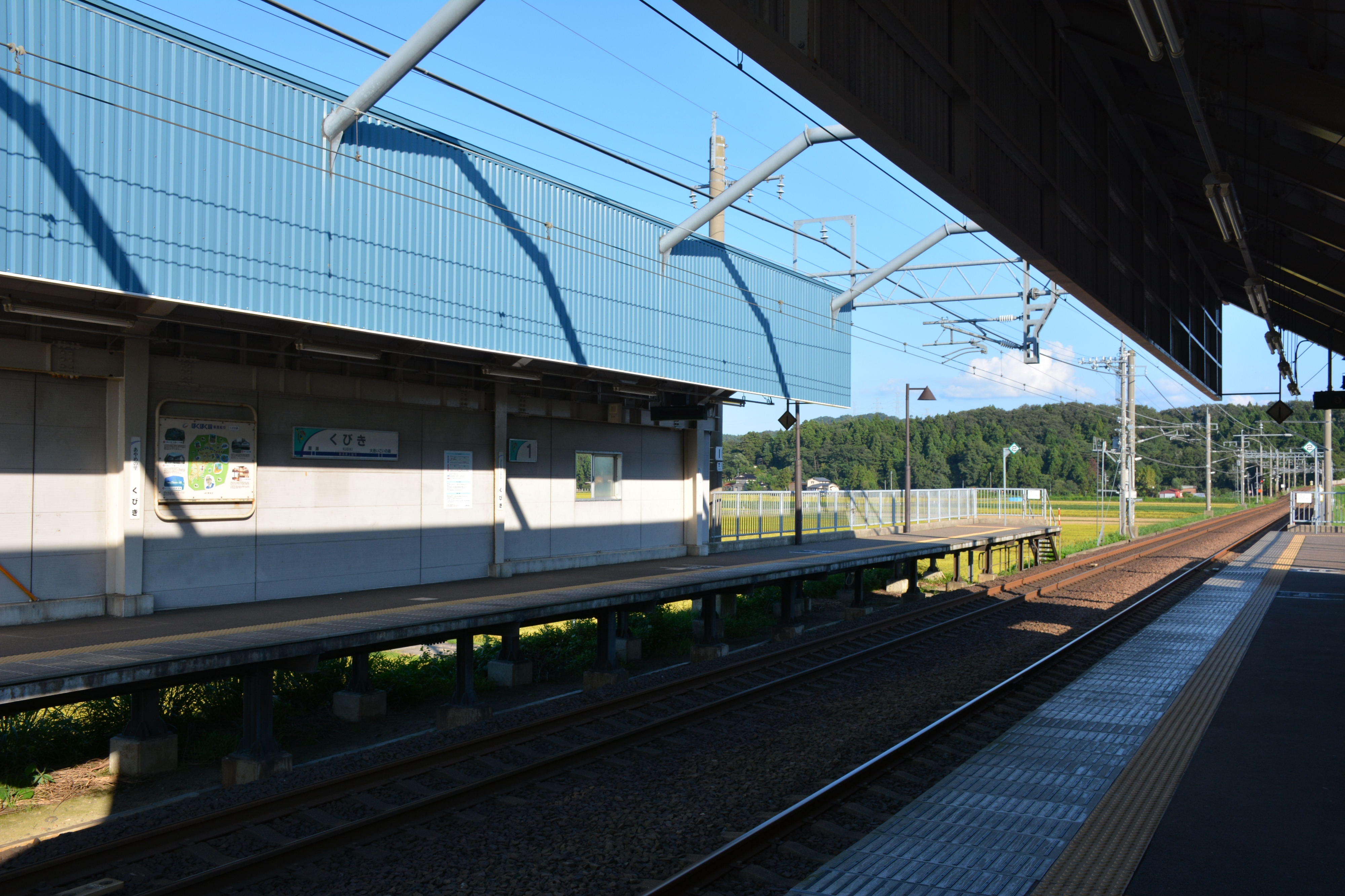
月台(2014年9月)

## 車站構造
本站為擁有2面2線相對式月台的無人車站。車站外觀為類似蛋形的建築，站內設有自動售票機。

## 車站周邊
- 新潟縣道30號新井柿崎線(新柿線)
- 白山神社

## 歷史
- 1997年3月22日　北北線通車時設立。

## 鄰近車站
北越急行
北北線（快速）
大池憩之森 - 頸城 - 犀潟
（普通）
大池憩之森 - 頸城 -  犀潟

## 外部連結
- （日語）頸城車站（北越急行）